# Бойков, Павел Михайлович
Па́вел Миха́йлович Бойко́в (3 мая 1917, пос. Мга, Шлиссельбургский уезд, Петроградская губерния — 16 мая 2005, Санкт-Петербург) — советский военный лётчик, заместитель командира эскадрильи 113-го гвардейского истребительного авиационного полка 10-й гвардейской авиационной дивизии 10-го истребительного авиационного корпуса 8-й воздушной армии, подполковник, Герой России (1995).

## Биография
Родился в русской семье железнодорожника. Окончил Ленинградский аэроклуб; работал в аэроклубе инструктором.
В 1938 г. призван в Красную Армию. В 1942 году окончил Сталинградскую военную авиационную школу лётчиков.
С октября 1942 г. — в боях Великой Отечественной войны. Сражался на Юго-Западном, Северо-Кавказском, Воронежском и 1-м Украинском фронтах. Воевал на истребителях Як-7, Ла-5 и Ла-7 в составе 897-го (1942—1943 годы), 3-го гвардейского (1943—1944 годы) и 113-го гвардейского истребительных авиационных полков.
В воздушном бою 12 августа 1943 г. сбил два бомбардировщика и один истребитель врага; при заходе в очередную атаку был сбит прямым попаданием зенитного снаряда. Получил тяжёлое ранение в голову (с повреждением правого глаза) и в ногу, выбросился с парашютом над вражеской территорией в районе села Кадница (Харьковская область, Украинская ССР). Был спасён местными жителями, после освобождения села советскими войсками передан в госпиталь. После выписки из госпиталя из-за ухудшения зрения был признан негодным к лётной работе, однако сумел добиться возвращения в строй и с октября 1944 года воевал в составе 113-го гвардейского истребительного авиационного полка, совершив с испорченным зрением 185 боевых вылетов и сбив 2 самолёта врага. Окончил войну в Пражской наступательной операции в должности заместителя командира эскадрильи, в звании капитана.
О числе побед П. М. Бойкова в литературе существуют значительные противоречия. Так, по данным Н. Бодрихина, к 9 мая 1945 года на его счету было 373 боевых вылета, 58 воздушных боёв, 18 сбитых вражеских самолётов лично и 9 — в группе. По данным М. Быкова, выполнил к тому же времени 345 боевых вылетов, провёл 51 воздушный бой, сбил 8 самолётов лично и 5 в группе Кроме того, ещё 13 самолётов врага повредил. Представлялся своим командиром полка к званию Героя Советского Союза в мае 1945 года, согласно данному представлению сбил лично 10 немецких самолётов. Командиры дивизии и корпуса, командующий воздушной армией и 4-м Украинским фронтом поддержали данное представление, но в Главном штабе ВВС в Москве награду тогда заменили на орден Красного Знамени.
До 1960 года служил в ВВС СССР, уволен в отставку в звании подполковника. Окончил исторический факультет педагогического института, работал преподавателем. Автор труда «На главных направлениях» о боевом пути 10-й гвардейской истребительной авиационной дивизии.
Указом Президента Российской Федерации от 21 сентября 1995 года № 961 за мужество и героизм, проявленные в борьбе с немецко-фашистскими захватчиками в Великой Отечественной войне 1941—1945 годов, подполковнику в отставке Бойкову Павлу Михайловичу присвоено звание Героя Российской Федерации с вручением медали «Золотая Звезда».
Жил в городе-герое Ленинграде. Похоронен на Никольском кладбище Александро-Невской лавры.

### Семья
Отец — Михаил Пахомович Бойков (1885—1919).
Мать — Анна Андреевна Бойкова (1890—1942).
Жена — Октябрина Иосифовна Бойкова (род. 1925)

Могила Бойкова на Никольском кладбище Александро-Невской лавры в Санкт-Петербурге.

- дочь — Нинель (род. 1949).

## Публикации
Бойков П. М. На главных направлениях : Боевой путь 10-й гвард. истреб. авиац. Сталингр. Краснознам. ордена Суворова II степ. дивизии. — М.: Воениздат, 1984. — 172 с. — 35 000 экз.

## Награды и признание
- медаль «Золотая Звезда» Героя России (21.9.1995)
- четыре ордена Красного Знамени
- орден Александра Невского
- два ордена Отечественной войны 1-й степени
- два ордена Красной Звезды
- медаль «За оборону Сталинграда»
- медаль «За победу над Германией в Великой Отечественной войне 1941—1945 гг.»
- медаль «За освобождение Праги»
- медаль «За храбрость» (Чехословацкая Социалистическая Республика)
- Почётный гражданин села Кадница Богодуховского района (Харьковская область, Украина).